# High School High
High School High ist eine US-amerikanische Filmkomödie von Hart Bochner aus dem Jahr 1996. Produziert wurde sie unter anderem von David Zucker.

## Handlung
Der Lehrer Richard Clark wird in der heruntergekommenen Marion Barry High School in der Innenstadt von Los Angeles angestellt. Die Jugendlichen dort gelten als schwer erziehbar; die Lehrerschaft zeigt sich demotiviert. Bereits während seiner Antrittsrede wird Clark ausgebuht. Die Schuldirektorin Evelyn Doyle meint, die Schule solle diese  „Kriminellen“ lediglich „lagern“, bis sie „in die Öffentlichkeit entlassen werden können oder in ein richtiges Gefängnis geschickt werden“. Doch Clarks unerschüttlichem Optimismus können alle Widrigkeiten seines ersten Unterrichtstags nichts anhaben.
Als Clark abends beim Schulfest einer Gang von außerhalb den Zutritt verwehrt, kommt es beinahe zu einer Schlägerei. Clark trennt Paco, den Anführer der Gang, von seinem selbstbewussten Schüler Griff, der neu mit Nat, einem Ex-Date von Paco, liiert ist. Clark  stimmt einem Autorennen der beiden zu – ohne zu wissen, worum es sich genau handelt. Erst Victoria Chapell, Verwaltungsassistentin der Direktorin, klärt ihn auf: Zwei Jugendliche fahren mit je einem Auto auf eine Schlucht zu. Wer als letzter aus dem Auto springt, gewinnt. Als Chapell Clark informiert, nimmt er deren Auto und versucht, die Jugendlichen zu stoppen – sein Auto verkeilt sich aber zwischen den beiden anderen Fahrzeugen. Während die Kontrahenten rechtzeitig abspringen, kann sich Clark nur mit dem Ausklinken des Faltdachs des Cabrios, das sodann als Gleitschirm fungiert, retten. Fortan wird er an der Schule respektiert.
Chapell wird in der Schule vom maskierten Paco überfallen, der so Clark einschüchtern will. Clark rettet sie. Er und Chapell gestehen sich ihre Zuneigung und haben Sex miteinander.
Clark hat den Plan, Griff zum Lernen zu motivieren, was seiner Meinung nach Einfluss auf alle anderen in seiner Klasse haben wird. Er überzeugt ihn, etwas aus sich zu machen. Die Schüler lernen intensiv und bereiten sich auf den in sechs Wochen stattfindenden akademischen Leistungstest für das College vor. Gleichzeitig verwandelt sich unter Mithilfe aller Schüler der verwahrloste Schulkomplex in eine Musteranlage.
In der Nacht nach den Prüfungen tauscht Paco die Tests im Schultresor aus. Die Direktorin gibt das Ergebnis bekannt: Die Klasse von Clark war die schlechteste im Land. Clark wird von Doyle entlassen, die Schüler geben resigniert auf.
Ein Schüler berichtet vom Gerücht, dass Paco die Tests vertauscht hat. Um die Hintergründe aufzuklären und den arbeitsuchenden Griff daran zu hindern, Mitglied von Pacos Gang zu werden, suchen Clark und Chapell Paco im angeblichen Auftrag des Drogendealers DeMarco auf. Dabei wird Doyle alias Mister A als Chefin von Pacos Gang und Leiterin eines Drogenrings entlarvt.
Im Kampf mit Griff und seinen Freunden werden die Gangster überwältigt. Die Schüler der Klasse zeigen mit Frage-Antwort-Spielen der Direktorin, dass sie nicht dumm sind. Doyle wird von der Polizei verhaftet, Clark ihr Nachfolger.

## Kritiken
James Berardinelli schrieb auf ReelViews, dass er sich nach anderen Komödien von David Zucker wie Die unglaubliche Reise in einem verrückten Flugzeug und Die nackte Kanone sehne, die wenigstens durchgehend lustig waren, was man über diesen Film nicht sagen könne. Jon Lovitz sei nicht fähig, eine tragende Rolle zu spielen. Am besten seien die Darstellungen von Natasha Gregson Wagner, Tia Carrere und Louise Fletcher. Der Versuch, solche Filme wie Dangerous Minds – Wilde Gedanken zu parodieren, sei misslungen.
Roger Ebert schrieb in der Chicago Sun-Times, dass der Film zwei Fehler hätte: Er sei nicht sehr witzig und die Geschichte würde ernst genommen. Tia Carrere wirke „bezaubernd“.

## Hintergründe
Die Komödie wurde in Los Angeles und in den Sony Pictures Studios in Culver City gedreht. Der Film spielte in den Kinos der USA 20,95 Millionen US-Dollar ein. Die Anzahl der Kinobesucher in Deutschland betrug 754.457.